# Musa basjoo
Musa basjoo, in het Nederlands taalgebied wel Japanse vezelbanaan genoemd, is een plantensoort uit de banaanfamilie. De van oorsprong Oost-Aziatische soort is in gematigde streken populair als sierplant in tuinen.
In Nederland en Vlaanderen zal de Musa basjoo in de winter bovengronds afsterven, maar de rizomen overleven. Na de winter komen er nieuwe scheuten of pollen, die een hoogte tot 5 meter kunnen bereiken. Na drie jaar kunnen de pollen een bloeiwijze vertonen, waarna kleine bananen gevormd worden.